# Улдин
Улдин или Улдес  (на латински: Uldin, Uldes; † ок. 409 или 412 г.) e вожд или крал на хуните (ок. 390 – ок. 411) на северната част на Долен Дунав по времето на управлението на източноримските (Византия) императори Аркадий (394 – 408) и Теодосий II (408 – 450).
Той е първият исторически наистина известен хунски владетел.
Улдин е баща на:
- Ругила или Руа
- Октар
- Мундзук (Mundzuch), баща на Бледа и Атила

Улдин побеждава през 400 г. край Дунав остатъците на войската на бунтовника Гаинас , който малко преди това безуспешно се бунтува в Тракия срещу източноримския император Аркадий. Гаинас е убит и Улдин изпраща главата му в Константинопол, за което получава високо възнаграждение.
Улдин напада източноримската територия Мизия през зимата на 404/405 г.
След година сключва договор със западноримския генерал Стилихон и му изпраща войска през 406 г. за борбата против готите на Радагайз.
През 408 г. отново навлиза в Мизия, но след първите си успехи се връща обратно. След това няма съобщения за Улдин.
дполага се, че е
Улдин умира през 409 или 412 г. и все още точната дата на смъртта не е известна, както и от кой точно е наследен. Хуните се разделят на три големи групи.